# 西村一孔
西村 一孔（にしむら かずのり、1935年10月11日 - 1999年3月1日）は、山梨県北都留郡富浜村（現・大月市富浜町）のプロ野球選手（投手）。愛称は、名前を音読みした「いっこう」。また、「西村一」とも書かれる。この愛称及び表記は、1955年シーズンに、同姓の西村孜（にしむら つとむ）投手が阪神に在籍していたためである。
初年度の華々しい活躍と、翌年以降の故障による選手生命の途絶から、阪神タイガースファンや関係者の間で『1年で散った伝説の剛腕投手』として語られる選手である。

## 経歴
山梨県北都留郡富浜村（現・大月市富浜町）の出身。山梨県立都留高等学校では、2年次に1952年の夏の甲子園に捕手兼控え投手として出場した。この時バッテリーを組んだのは、1歳年上で後に大毎オリオンズで野手として活躍する矢頭高雄であった。この時は、山静大会準決勝で同年の春の甲子園優勝の静岡県立静岡商業高等学校を、決勝では甲府市立甲府商業高等学校を延長21回に及ぶ激戦の末に破り、甲子園出場を決めている。この甲子園では、豊田泰光・加倉井実を擁する茨城県立水戸商業高等学校に敗れ1回戦で敗退した。この試合で、西村は5番・捕手として先発出場し1安打を放っている。ただし、この時期に捕手として出場したのは、正捕手の選手が故障したためで、急遽西村が捕手として出場したとも伝わる。エースであった矢頭が抜けた後は、西村が都留高校のエースとなったが、甲子園には及ばなかった。
高校卒業後、藤倉電線に就職。藤倉電線の社会人チーム、全藤倉に所属した。高校時代は無名の選手だったが、全藤倉の監督だった吉田正男の目に留まり、投手に専念することになる。1954年の都市対抗野球には、東京都代表として出場。初戦から3試合連続完封、27イニングス無失点を記録し、注目を浴びる。この都市対抗野球では、チームも準優勝している。同年冬、大阪タイガースに入団が決まる。1954年オフのタイガースには西村を含めて計18人の新人が入団したが、その中でも西村の契約金・年俸はトップであった。
1955年、タイガースでは3人目のルーキーの開幕投手となる。同年のタイガースには、藤村隆男、渡辺省三、小山正明といった好投手が在籍していたが、その中でルーキーの西村が開幕投手に選出された。2019年現在、西村以降のタイガースではルーキーの開幕投手は出ていない。開幕戦の対大洋戦では6回を2失点に抑え、勝利投手となっている。この年は60試合に登板し22勝17敗、防御率2.01の大活躍を見せ、タイガースの選手としては初となる新人王を獲得する。また、同年のオールスターゲームにファン投票で選出されている。同年のオールスターは2試合開催されたが、西村は両試合に先発した。同年に記録した302奪三振は、当時日本プロ野球歴代2位の記録（当時歴代1位は、同年に350奪三振を記録した金田正一（国鉄））で、2024年末現在、セ・リーグ歴代10位、日本プロ野球歴代17位の記録である。ルーキーとしては310奪三振（歴代14位）の権藤博（1961年、中日）に次ぐ歴代2位の記録である。また、300奪三振を記録して最多奪三振を獲得できなかったのは、西村に加えて、金田正一（306奪三振、1957年、国鉄）、稲尾和久（321奪三振、1959年、西鉄）の計3名のみであり、西村は300奪三振を記録した投手の中で唯一最多奪三振の経験がない選手でもある。また同年の西村の投球回は295.1回であり、302奪三振は投球回数を上回る数である。規定投球回以上の投手で奪三振が投球回を上回ったのは戦後初の記録であった。加えて、この年に記録した60試合登板は、長らく阪神タイガースの球団新人登板数記録であり、2011年に榎田大樹が62試合登板を果たすまで、56年間破られなかった。
この年の酷使の影響で肩を痛め、翌1956年の開幕には間に合わなかった。肩の状態が回復し、7月頃からようやく一軍の試合に出場するようになったものの、それから間もなく盲腸炎を発症する。優勝争いを演じていたチーム事情もあって、手術を行わず注射で対処していたため、結果的に盲腸炎をこじらせてしまう。シーズンオフに手術を受けたものの、二か月間の入院生活を余儀なくされた。
1957年には、前年に回復しつつあった肩を本格的に痛め、5試合の登板に終わる。結果的にこの肩の故障が、西村の選手生命を断つこととなった。翌1958年は、前年よりも多い12試合に登板したが、平凡な成績に終わっている。
その後は一軍で登板することは無く、1960年オフに現役を引退した。ルーキーイヤーの華々しい活躍から僅か6年（実働4年）、25歳での現役引退であった。『太く短い』と形容される野球人生であったが、西村は自らの野球人生について「悔いはないね」と語っていたと伝わる。
1961年シーズンはタイガースの二軍の投手コーチを務めたが、1年で退団。退団後、レストラン・ビクトリアに入社。最終役職は、専務取締役。1999年3月1日、胆管癌で死去。63歳だった。

## 選手としての特徴・人物
向こうっ気の強い投手で、速球が大きな武器であった。特に、外角低めの速球に威力があった。西村より2年先に阪神タイガースに入団していた小山正明は、その速球の印象は今でも強烈に残っていると語っている。また、現代の投手で西村のような速球を投げる投手はいないとも述べている。この威力のある速球に加えて、縦割れの大きなカーブ（ドロップ）も武器としていた。
また、投球フォームに特徴のある選手で、小山正明はその投球フォームを『首を振って変な格好から投げてくる』と表現している。当時の雑誌には、「かつぎ投げ」と表現されており、テークバックが小さく、上体の力で速球を投げ込むタイプの投球フォームであった。この特異な投球フォームから上述の速球とカーブが繰り出され、打者は大いに手こずり、三振の山を築いた。
しかし、武器となった特異な投球フォームは、身体に負担がかかる投球フォームでもあった。小山正明は、西村の入団時から肩を壊すことを予見していたという。実際、西村は3年目に肩を本格的に痛め、その後復活することはできず、僅か6年(実働4年)でプロ野球選手を引退している。
現役晩年は、肩の故障からこの投球フォームを崩してしまっており、ボールをリリースする時に顔が完全に左下を向き、バッター方向を見ない変則的なフォームへと変貌していた。1957年オフにタイガースに入団し、3年間西村とチームメイトだった本間勝は、この頃の西村はかつての剛速球を失っていたと述べている。
1966年の第2次ドラフト1位で阪神に入団した西村公一は実弟。

## 詳細情報

### 年度別投手成績
| 年 度     | 球 団     | 登 板 | 先 発 | 完 投 | 完 封 | 無 四 球 | 勝 利 | 敗 戦 | セ 丨 ブ | ホ 丨 ル ド | 勝 率 | 打 者 | 投 球 回 | 被 安 打 | 被 本 塁 打 | 与 四 球 | 敬 遠 | 与 死 球 | 奪 三 振 | 暴 投 | ボ 丨 ク | 失 点 | 自 責 点 | 防 御 率 | W H I P |
| --------- | --------- | ----- | ----- | ----- | ----- | -------- | ----- | ----- | -------- | ----------- | ----- | ----- | -------- | -------- | ----------- | -------- | ----- | -------- | -------- | ----- | -------- | ----- | -------- | -------- | ------- |
| 1955      | 大阪      | 60    | 20    | 12    | 5     | 2        | 22    | 17    | --       | --          | .564  | 1126  | 295.1    | 190      | 11          | 78       | 4     | 4        | 302      | 2     | 0        | 73    | 66       | 2.01     | 0.91    |
| 1956      | 大阪      | 23    | 8     | 1     | 1     | 0        | 7     | 3     | --       | --          | .700  | 394   | 104.1    | 64       | 6           | 26       | 1     | 0        | 89       | 1     | 0        | 21    | 16       | 1.38     | 0.86    |
| 1957      | 大阪      | 5     | 1     | 0     | 0     | 0        | 0     | 0     | --       | --          | ----  | 73    | 18.0     | 17       | 0           | 6        | 0     | 0        | 12       | 0     | 0        | 9     | 6        | 3.00     | 1.28    |
| 1958      | 大阪      | 12    | 0     | 0     | 0     | 0        | 2     | 0     | --       | --          | 1.000 | 100   | 25.2     | 14       | 2           | 11       | 0     | 0        | 16       | 1     | 0        | 8     | 8        | 2.81     | 0.97    |
| 通算：4年 | 通算：4年 | 100   | 29    | 13    | 6     | 2        | 31    | 20    | --       | --          | .608  | 1693  | 443.1    | 285      | 19          | 121      | 5     | 4        | 419      | 4     | 0        | 111   | 96       | 1.95     | 0.92    |

### 表彰
- 新人王 （1955年）

### 記録
初記録
- 初登板・初先発登板・初勝利・初先発勝利：1955年4月5日、対大洋ホエールズ1回戦（阪神甲子園球場）、6回2失点

その他の記録
- オールスターゲーム出場：1回 （1955年）

### 背番号
- 20 （1955年 - 1960年）
- 61 （1961年 - 同年6月5日[注釈 5]）
- 60 （1961年6月6日[注釈 5] - 同年終了）